# Винтерс (Калифорнија)
Винтерс (енгл. Winters) град је у америчкој савезној држави Калифорнија. По попису становништва из 2010. у њему је живело 6.624 становника.

## Демографија
Према попису становништва из 2010. у граду је живело 6.624 становника, што је 499 (8,1%) становника више него 2000. године.
| Група             | 2000.         | 2010.         |
| Белци             | 3.119 (50,9%) | 2.903 (43,8%) |
| Афроамериканци    | 41 (0,7%)     | 43 (0,6%)     |
| Азијати           | 61 (1,0%)     | 63 (1,0%)     |
| Хиспаноамериканци | 2.720 (44,4%) | 3.469 (52,4%) |
| Укупно            | 6.125         | 6.624         |